# Tambon Ko Chang
Ko Chang (Thai: เกาะช้าง) is een tambon in de amphoe (district) Mae Sai in Thailand. De tambon had in 2005 9964 inwoners en bestaat uit 13 mubans.